# Núi Waldenburg

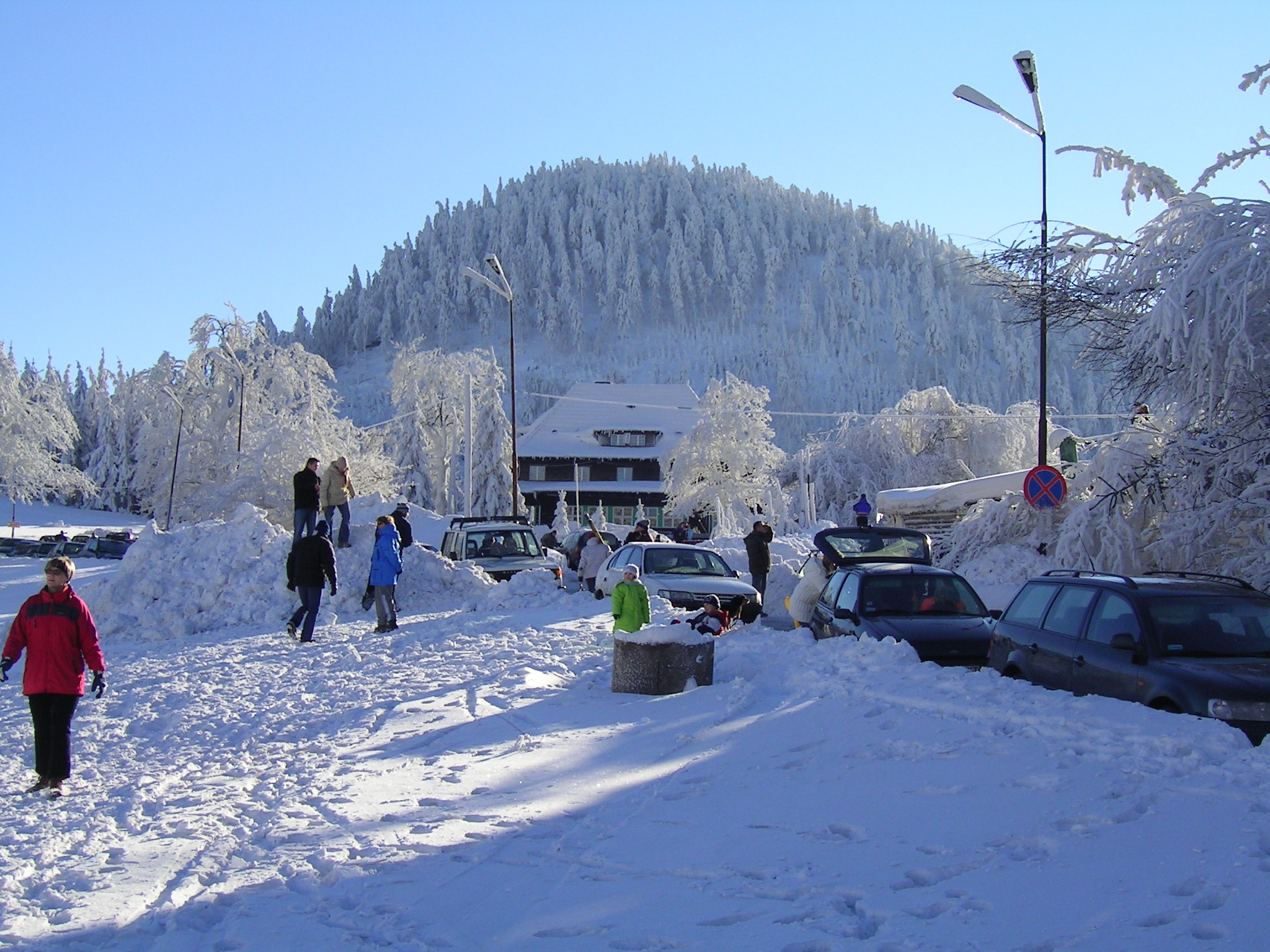
Mùa đông trên dãy núi Waldenburg - quang cảnh của Waligóra (Heidelberg)

Dãy núi Wałbrzyskie hoặc Núi Waldenburg (tiếng Ba Lan: Góry Wałbrzyskie; tiếng Đức: Waldenburger Bergland), Đôi khi được gọi là Cao Nguyên Wałbrzyskie hoặc Cao nguyên Waldenburg, là một trong ba dãy núi hình thành nên một phần phía tây của dãy Trung Sudetes. Các phạm vi khác là Dãy núi cú mèo và Dãy núi Falcon.

## Vị trí
Dãy núi Wałbrzyskie nằm gần như hoàn toàn trong lãnh thổ Ba Lan. Một số rặng núi phía nam chạy đến tận lãnh thổ của quốc gia Cộng hòa Séc. Trong phạm vị của nó, ngọn núi kéo dài về phía tây và tây nam của thị trấn Lower Silesian của Wałbrzych (Waldenburg). Dãy núi cú mèo và Falcon ở phía đông nam tạo thành sự tiếp nối của Cao nguyên Wałbrzyskie. Ở phía tây của vùng cao nguyên ở Tây Sudetes là các dãy liền kề của dãy núi Bober-Katzbach và Landeshut Ridge.